# Emma Rendtorff
Emma Luise Rendtorff (* 4. Juni 1894 in Preetz; † 31. Juli 1979 in Eisenach) war eine deutsche Kindergärtnerin, Jugendschriftstellerin, Illustratorin und Leiterin des Evangelischen Kindergärtnerinnen- und Hortnerinnenseminars des Diakonie-Mutterhauses in Eisenach, Diakonisse.

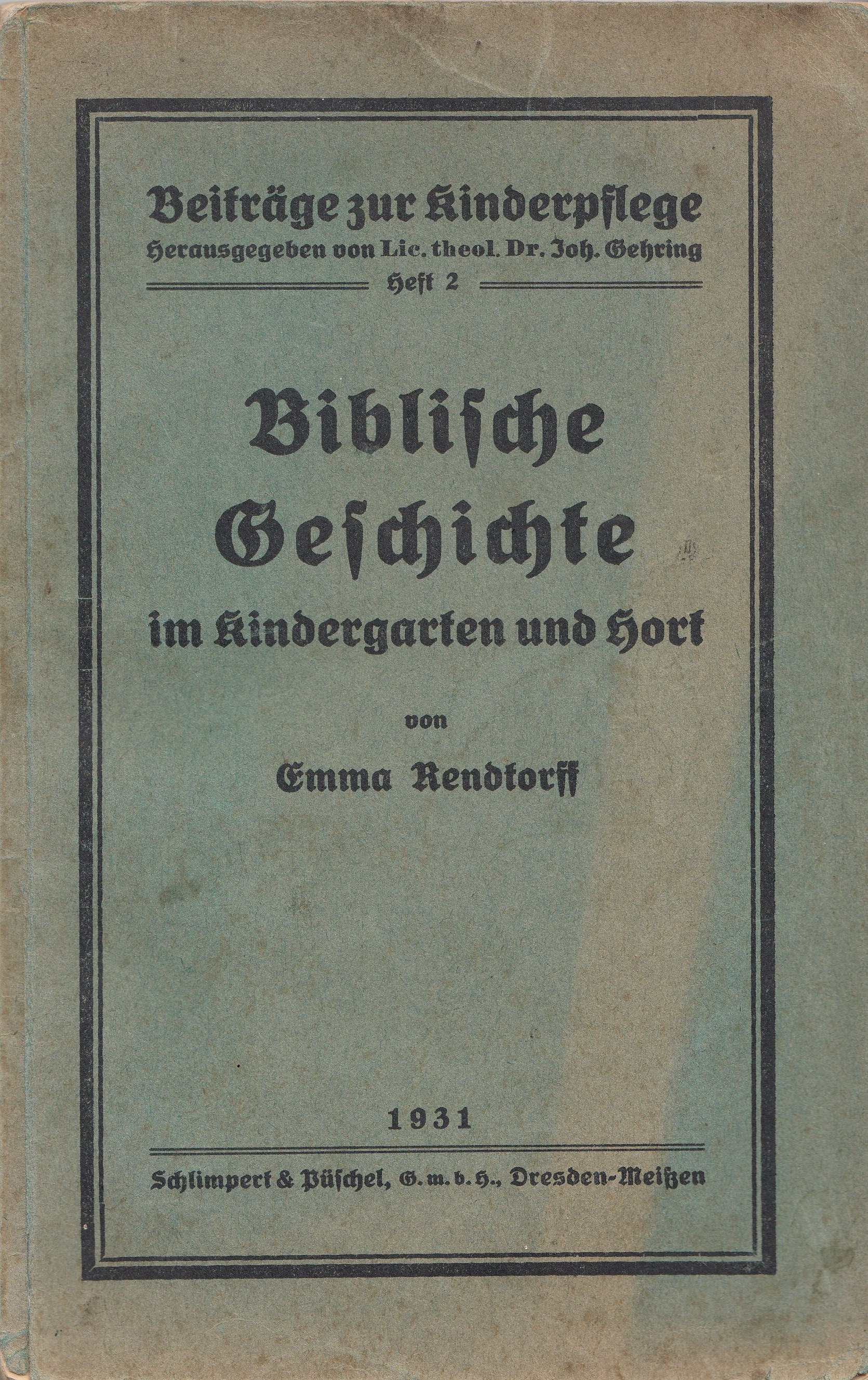
Fachbuch zur religiösen Erziehung, archiviert im Ida-Seele-Archiv

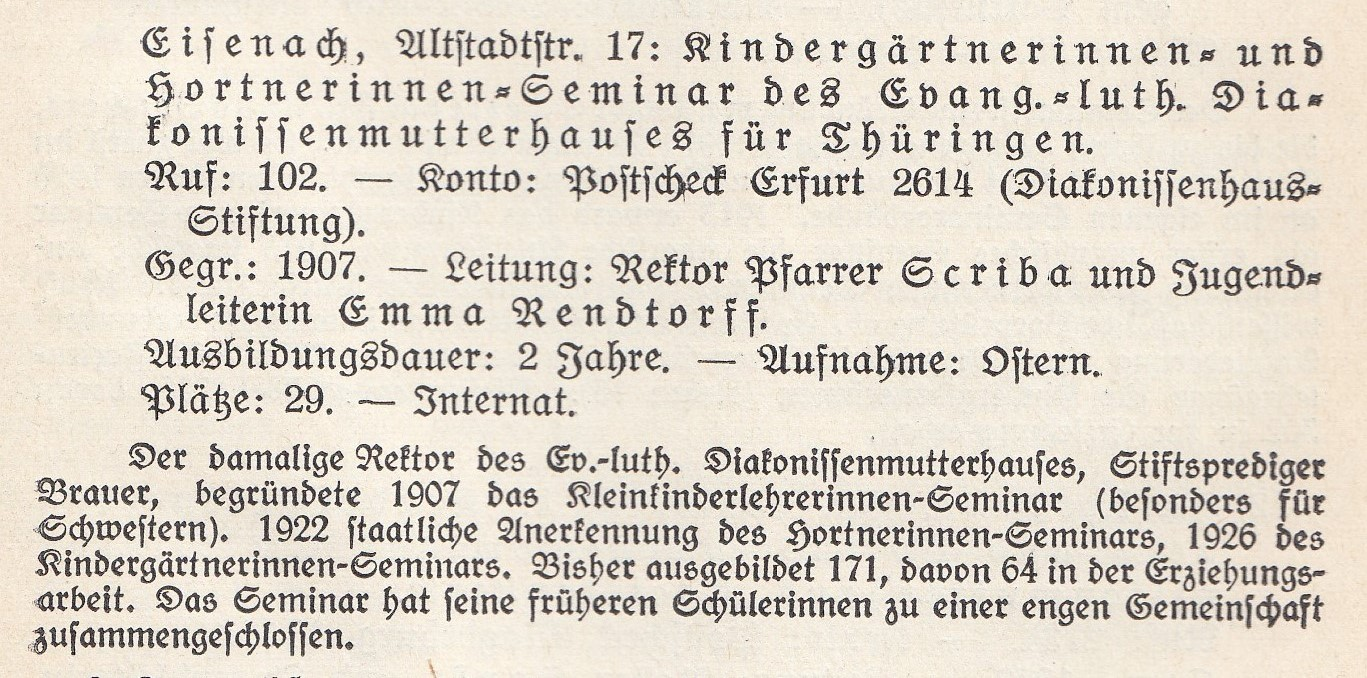
Werbung für das Eisenacher Seminar, archiviert im Ida-Seele-Archiv

## Leben und Wirken
Emma Luise Rendtorff war das jüngste von vier Kindern des evangel. Theologen Franz Rendtorff und dessen Ehefrau Louise, geb. Schlatter. Nach dem Besuch der Volksschule wechselte sie an eine Privatschule in Kiel. Von 1912 bis 1914 absolvierte sie das Lyzeum des Vereins für Familien- und Volkserziehung in Leipzig, gegründet von Henriette Goldschmidt. Dort legte Rendtorff das Examen zur staatlich geprüften Kindergärtnerin ab.
Für kurze Zeit war sie als Unterrichtsvertretung an eine Volksschule in Leipzig tätig. 1915 arbeitete Rendtorff im Lazarett des Diakonissenhauses in Leipzig-Lindenau und wechselte ein Jahr später als Erzieherin und Lehrerin in einem Kinderheim nach Bad-Kreuznach. Ab 1918 unterrichtete Rendtorff am Jugendleiterinnen-Seminar des Diakonissen-Mutterhauses für Thüringen in Eisenach, wo sie 1920 die Leitung des Kindergärtnerinnen- und Hortnerinnenseminars übernahm, die sie bis 1946 innehatte. 1946 trat sie als Diakonisse in das Eisenacher Mutterhaus ein, das ihr Vater einst als Stiftsprediger zu Eisenach mitbegründet hatte. Von 1946 bis 1950 übernahm Rendtorff die Leitung des Katechetinnen-Seminars, das vom Eisenacher Mutterhaus getragen wurde.
Über 20 Jahre zeichnete sie für den vom Landeskirchenrat in Thüringen herausgegebenen Christlicher Kinderkalender verantwortlich, für den sie viele Beiträge verfasste und den sie teilweise mit eigenen Zeichnungen illustrierte. Ferner war sie seit 1922 für die evangelische Fachzeitschrift Die christliche Kinderpflege tätig, für die sie viele Beiträge verfasste, die während der Jahre 1933 bis zum Verbot der Zeitschrift im Jahre 1941 von der nationalsozialistischen Ideologie geprägt waren. Beispielsweise ist in Die christliche Kinderpflege 1940/H. 5–6, nachzulesen:
„Zur Fürbitte gehört auch das Gebet für Volk und Führer, das wir nie, nie versäumen wollen; das ist unser wichtigster Dienst an unserem Volk, unser erster Dank für unseren Führer! Jedes ‚Heil Hitler‘ sei ein Gebet, den ganzen Tag.“
Zusammen mit Pfarrer Hermann Scriba, Rektor des Eisenacher Diakonissen-Mutterhauses, leitete Rendtorff viele Jahre den Verband evangelischer Kindertagesstätten der Thüringer evangelischen Kirche. Obwohl sie am 22. Juni 1937 die Aufnahme in die NSDAP beantragte und rückwirkend zum 1. Mai desselben Jahres aufgenommen wurde (Mitgliedsnummer 5.481.858) sowie 1941 Mitglied im NSLB wurde,  setzte sie sich dafür ein, dass die evangelischen Kindertagesstätten (Kindergärten, Krippen, Horte) in Trägerschaft der der Kirche und ihrer Gemeinden bleiben und nicht von der NSV übernommen werden. 1950 übernahm sie die Leitung des Theodor Fliedner-Heimes.

## Werke (Auswahl)
- Die Aufgaben der evangelischen Kinderpflege. Die praktische Arbeit. In: Johannes Gehring (Hrsg.): Die evangelische Kinderpflege. Denkschrift zu ihrem 150jährigen Jubiläum. Berlin/Leipzig 1929, S. 224–235.
- Das Bild der rechten ‚Kleinkinderlehrerin‘, wie es die Führer und Förderer der Kleinkinderschulsache ursprünglich im Herzen trugen. In: Die christliche Kinderpflege, 36, 1928, S. 111–115 u. 137–139.
- Wie feiere ich mit meinen Kindern im Kindergarten Weihnachten? In: Die christliche Kinderpflege, 37, 1929, S. 280–282.
- Von gutem Spielzeug. In: Die christliche Kinderpflege, 38, 1930, S. 37–42.
- Verzeichnis guter Spielzeugfirmen. In: Die christliche Kinderpflege, 38, 1930, S. 42–43.
- Einzelbilder aus 100 Jahren deutsch-evangelischer Kinderpflege. In: Der Armen- und Krankenfreund, 87, 1935, S. 19–36.
- Die deutsche Heldensage. In: Die christliche Kinderpflege, 43, 1935, S. 38–50.
- Unsere Bibelarbeit, die Voraussetzung für das Erzählen biblischer Geschichten von Kindern. In: Die christliche Kinderpflege, 43, 1935, S. 287–294.
- Das Eisenacher Kindergärtnerinnen- und Hortnerinnen-Seminar des Evang.-luth. Diakonissen-Mutterhauses für Thüringen in Eisenach. In: Kind Familie Staat, 2, 1936/H. 8, S. 24–28.
- Weihnachtsfeiern im Kindergarten und Hort. Kaiserswerth 1930.
- Biblische Geschichten im Kindergarten und Hort. Dresden/Meißen 1931.
- Herr, hilf mir! In: Christlicher Kinderkalender 1952, S. 42.
- Etwas für Neunmalkluge. In: Christlicher Kinderkalender 1952, S. 59.
- Wir sammeln – wer tut mit? In: Christlicher Kinderkalender 1952, S. 63.
- Laßt Blumen sprechen. In: Christlicher Kinderkalender 1954, S. 31–33.
- Reisen der Vögel. In: Christlicher Kinderkalender 1954, S. 34–35.
- Der Christbaum. In: Christlicher Kinderkalender 1954, S. 84–85.
- Wir sind drei im Bott und andere Erzählungen. Berlin/Jena 1954.
- Guckt mal her – ich zeig Euch was Schönes, Naturplaudereien mit Kindern. Berlin/Jena 1954.
- Kommt mal mit, ich zeig Euch was Neues. Berlin 1958.
- Frohes Feiern im Familienkreis. Berlin/Jena 1962.
- Die Augen auf, die Herzen auf. Kleine Naturbetrachtungen mit Zeichnungen. Berlin/Jena 1967.
- Schaut Euch um. Naturplauderein mit Kindern. Berlin/Jena 1968.
- Mein Auge schauet, was Gott gebauet. Naturbetrachtungen im Jahresablauf. Berlin/Jena 1970.